# Geophilus mordax
Geophilus mordax är en mångfotingart som beskrevs av Frederik Vilhelm August Meinert 1886. Geophilus mordax ingår i släktet Geophilus och familjen storjordkrypare. Inga underarter finns listade i Catalogue of Life.